# 491
Cette page concerne l'année 491  du calendrier julien. Pour l'année 491 av. J.-C., voir 491 av. J.-C. Pour le nombre 491, voir 491 (nombre).
L'année 491 est une année commune qui commence un mardi.

## Événements
- 8 avril : Volusien devient le septième évêque de Tours jusqu'en 496[1].

- 11 avril : le silentiaire Anastase, un haut fonctionnaire désigné par l'impératrice Ariadne, proclamé empereur byzantin par le Sénat après la mort de Zénon, est couronné à l'Hippodrome par le patriarche Euphémius, qui lui demande de jurer fidélité aux décrets de Chalcédoine (fin du règne 518)[2].

- 21 mai : Anastase Ier épouse la veuve de Zénon, Ariadne, fille de Léon Ier et de Vérine[2].

- 10 ou 15 juillet : Odoacre, assiégé dans Ravenne par Théodoric tente une sortie par le pont Candidius qui échoue. Le roi des Hérules Lévila est tué[3].

- Automne : Théodoric assiège Rimini sur l'Adriatique, qu'il prend avant le début de 492 ; la flotte de la ville lui permet de bloquer le port de Ravenne[4].

- Les Isauriens entrent en révolte contre Anastase Ier qui a mis fin à leur influence, prépondérante sous Zénon, lui-même isaurien, à Constantinople. Ils sont écrasés à la bataille de Cotiæum en Phrygie en 492, mais la guerre continue dans le Taurus[3].
- Théodoric traite avec le roi Gunthamund ; les Vandales cessent de percevoir un tribut de la Sicile[5].
- Prise de Blois aux Bretons par les Francs saliens[6].
- Campagne de Clovis contre la Thuringe[7]
- Le roi Saxon Ælle de Sussex assiège le fort d'Anderitum. Il massacre ses occupants Bretons jusqu'au dernier[8].
- Concile national de l’Église arménienne à Vagharchapat : le concile de Chalcédoine de 451, qui condamne le monophysisme, jugé en contradiction avec celui d’Éphèse (431), est anathématisé. L’Église Arménienne est depuis considérée comme schismatique par l’Église catholique romaine[9].

## Décès en 491
- 9 avril : Zénon Ier, empereur byzantin[10].
- 11 septembre : Théodora d'Alexandrie, sainte orthodoxe[11].
- 31 décembre : Isaïe de Gaza, moine et auteur ascétique[12].

- Changsu Wang, roi de Koguryŏ (Corée).
- Pierre l'Ibère, moine géorgien[13].
- Gaud d'Évreux, (Saint Gaud) évêque d'Évreux de 440 à 480.
- Barsauma, évêque métropolitain de Nisibe de 450 à 491.